# Потеря души
Поте́ря души́ — в шаманизме термин, обозначающий потерю человеком части жизненной силы, души. В христианской традиции под потерей души подразумевается потеря души для жизни вечной в раю, свершившееся искушение её дьяволом, при этом состояние души не связывается с состоянием тела.

## Причины потери души в шаманизме
В традиционном шаманизме преобладает концепция — «любая болезнь — следствие потерянной или похищенной души».
 У хантов и манси существовало представление о наличии у человека пяти душ.
В базовом шаманизме, который впитал в себя в том числе и «психологическую базу», принято считать, что к потере души может привести любая травма, и чем интенсивнее травматический шок, тем серьёзнее масштабы потери души, кома приводится как пример почти полной потери души, смерть — полной. Кроме шаманов, данным явлением интересуются антропологи, трансперсональные психологи, такие как Станислав Гроф, Арнольд Минделл и другие.
Основное объяснение механизма потери души — для сохранения себя в невыносимой ситуации, часть души уходит, так как продолжение нахождения в данных условиях настолько дискомфортно, что может привести к полному распаду. Кроме того, данный механизм похож на механизм вытеснения, активно используемый в психологии и психотерапии для объяснения и работы с неосознанно «забытыми» частями жизненного опыта.

## Симптомы потери души в шаманизме
Сандра Ингерман в книге «Возвращение души» определяет такие симптомы потери души:
- Диссоциация
- Хронические болезни
- Депрессия
- Синдром множественной личности
- Химическая зависимость
- Посттравматический синдром
- Трудности в принятии решений
- Ощущение онемения
- Апатия
- Хронические невезения
- Провалы в памяти

(Чем большая часть души утеряна, тем активнее проявляются симптомы).

## Возвращение души шаманом
Некоторые люди верят, что душу можно вернуть при помощи шамана, что он отправляется к своим духам-помощникам и/или учителям с просьбой помочь в возвращении души, ведет переговоры с найденной частью души, расспрашивает о причинах её ухода, узнает условия, на которых душа будет готова вернуться, при этом утверждается, что подавляющую часть работы по возвращению души шаман перекладывает на другие сущности.
В рамках подготовки к возвращению души, шаман может предварительно произвести возвращение животного силы.